# Natalia Gambaro
Natalia Gambaro (nascida a 1 de setembro de 1977) é uma advogada e política argentina que serviu como directora executiva da Agência Nacional Argentina de Materiais Controlados de 17 de maio de 2016 a 4 de julho de 2018.

## Carreira
Foi assessora do Deputado Nacional Francisco de Narváez nas comissões de Relações Externas e de Assuntos Constitucionais entre 2005 e 2007. Em dezembro de 2009, tornou-se Deputada Nacional pela província de Buenos Aires.
Foi nomeada directora executiva da Agência Nacional Argentina de Materiais Controlados de 17 de maio de 2016 a 4 de julho de 2018.